# Katja Friedenberg
Katja Friedenberg (* 1986 in Bremen) ist eine deutsche Popsängerin, die 2012 in den Liveshows der Gesangs-Castingshow The Voice of Germany auftrat.

## Biografie
Friedenberg wuchs in Kassel auf, wo sie in einem Kinderchor sang und ab dem Alter von 12 Jahren im Kinder- und Jugendchor Cantamus des Staatstheaters Kassel. Mit 15 Jahren fing sie an, Klavier spielen zu lernen und begann mit Gesangsunterricht bei der Sopranistin Panagiota Tassiopoulou. 2006 erhielt sie den Kasseler Louis-Spohr-Förderpreis. Außer im Schul- und Theaterchor sang sie auch in verschiedenen Popbands. Nach dem Abitur am Wilhelmsgymnasium Kassel begann Friedenberg in ihrer Heimatstadt ein Studium zur Lehrerin für Musik und Englisch. Sie blieb aber auch dem Chor des Kasseler Staatstheaters treu. Dazu ist sie Sängerin der Band Foreign 20 und bildet zusammen mit dem Pianisten Thomas Höhl, dem Gewinner des Kasseler Kunstpreises, das Duo Sentimental Two.
Ende 2011 und Anfang 2012 nahm Friedenberg an der ersten Staffel der Gesangs-Castingshow The Voice of Germany teil. In der Gruppe von Coach Xavier Naidoo erreichte sie die Liveshows der besten 24 Teilnehmer. Dort wählte Naidoo sie nach ihrem Vortrag des Songs Turning Tables von  Adele unter die besten vier Kandidaten seiner Sechsergruppe. Sie war eine von neun Kandidaten, deren Beitrag sich anschließend in den deutschen Charts platzierte. In der zweiten Liveshow schied sie aus, obwohl ihr Ziehvater Naidoo sich sehr positiv äußerte. Ihre Interpretation des Grönemeyer-Hits Flugzeuge im Bauch war hinterher das bestplatzierte von nur zwei Darbietungen, die es in die Charts schafften. Der zweite Beitrag stammte von Mic Donet, den Naidoo beim Coach-Entscheid im direkten Vergleich vorgezogen hatte. Als einzige platzierte sie sich in der zweiten Woche auch in Österreich und der Schweiz.
Im Jahr 2013 war Friedenberg an Naidoos The-Voice-Projekt Sing um dein Leben beteiligt.
2014 gewann sie den Preis als „Bester Newcomer“ bei der „Mein Star des Jahres“-Wahl der Bauer Media Group und veröffentlichte ihren ersten eigenen Song Halt mich fest. Seit demselben Jahr ist sie Backgroundsängerin in der von VOX ausgestrahlten Sendereihe Sing meinen Song – Das Tauschkonzert.

## Diskografie
Lieder
- Turning Tables (2012)
- Flugzeuge im Bauch (2012)
- Halt mich fest (2014)

Gastbeiträge
- Schau nicht mehr zurück von Xavas (2012)